# Marlierea tomentosa
Marlierea tomentosa är en myrtenväxtart som beskrevs av Jacques Cambessèdes. Marlierea tomentosa ingår i släktet Marlierea och familjen myrtenväxter. Inga underarter finns listade i Catalogue of Life.